# Hall-Sensor

Aufgrund eines Stromes I und einer magnetischen Flussdichte B entsteht die Hallspannung U_{H}

Ein Hall-Sensor ['hɔːl-] (auch Hall-Sonde oder Hall-Geber, nach Edwin Hall) nutzt den Hall-Effekt zur Messung von Magnetfeldern.

## Aufbau und Funktionsweise

Schaltzeichen für einen Hallsensor

Hall-Sensoren bestehen aus möglichst dünnen, kristallinen, dotierten Halbleiter-Schichten, die seitlich zumeist vier Elektroden besitzen. Durch die zwei gegenüberliegenden Elektroden wird ein Strom eingespeist, die beiden orthogonal dazu liegenden Elektroden dienen der Abnahme der Hall-Spannung. Wird ein solcher Hall-Sensor von einem senkrecht zur Schicht verlaufenden Magnetfeld durchflossen, liefert er eine Ausgangsspannung, die proportional zum (vorzeichenbehafteten) Betrag des Vektorprodukts aus magnetischer Flussdichte und Strom ist. Die Ursache ist die Lorentz-Kraft auf die sich bewegenden Majoritätsladungsträger in der Schicht. Das Vektorprodukt ist proportional zum Strom, zur Ladungsträgerbeweglichkeit und umgekehrt proportional zur Schichtdicke (je dünner die Schicht, desto größer sind die Ladungsträger-Geschwindigkeit und die Lorentz-Kraft). Das sich zwischen den Messelektroden einstellende elektrische Feld befindet sich im Gleichgewicht zur Hallspannung und verhindert eine weitere Ladungsträger-Separation.
Die Hallspannung ist außerdem auch temperaturabhängig und kann einen Offset haben. Aufgrund der Proportionalität der Hallspannung zur Ladungsträgerbeweglichkeit und der Konzentration der Majoritätsladungsträger ist der Halleffekt eine eingeführte Methode der Bestimmung dieser Kenngrößen in der Halbleitertechnologie.
Ein Hall-Sensor liefert auch dann ein Signal, wenn das Magnetfeld, in dem er sich befindet, konstant ist. Dies ist der Vorteil im Vergleich zu einer einfachen Spule als Magnetfeldsensor (z. B. Induktionsschleife, Rogowski-Spule), die nur die Ableitung des Magnetfelds von der Zeit feststellen kann.
Ein weiterer wichtiger Vorteil von Hall-Sensoren ist, dass zu ihrer Realisierung keine ferro- oder ferrimagnetischen Materialien (wie z. B. Nickel oder Eisen) benötigt werden. Damit wird das zu messende Magnetfeld nicht schon dadurch verändert, dass man den Sensor hineinbringt. Magnetoresistive Sensoren oder Fluxgate-Magnetometer besitzen diese Eigenschaft nicht.

## Bauformen und Typen
Analoge oder ratiometrische Hall-Sensoren liefern ein magnetfeldproportionales Signal oder einen digitalisierten Wert.
In Hall-Sensoren als Näherungsschalter wird das Signal eines analogen Hall-Sensors über einen Komparator in ein Ja/Nein-Signal verwandelt.

### Diskrete Hall-Sensoren

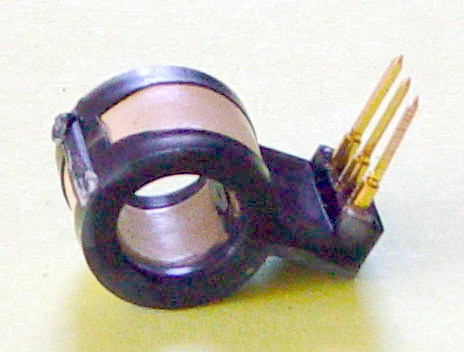
Hall-Sensor im Spalt eines Ringkernes zur Gleichstrommessung

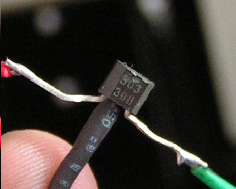
Hall-Sensor zur Positionsbestimmung

Einachsige Hall-Sensoren werden aus dünnen Halbleiter-Schichten hergestellt. In Silicium (Si) werden bei einer Ladungsträgerbeweglichkeit von ca. 1500 cm/Vs Empfindlichkeiten von 0,2 bis 0,25 V/T erreicht, bei III-V-Halbleitern wie z. B. Indiumantimonid (InSb) werden bei einer Ladungsträgerbeweglichkeit von 80.000 cm/Vs sogar Empfindlichkeiten von bis zu 16 V/T erreicht.
Typische Bauformen sind
- Rechteckform
- Schmetterlingsform
- Kreuzform

Zur Kompensation der Stromabhängigkeit des Signals werden die Sensoren mit Konstantstrom betrieben. Zur Abnahme der Hallspannung dient ein Instrumentenverstärker (Differenzverstärker), sodass mit hohem Eingangswiderstand die Differenzspannung gemessen werden kann, welche am Sensor nicht potenzialfrei auf dem Niveau der halben Betriebsspannung auftritt. Sie wird zur besseren weiteren Verarbeitbarkeit mittels des Differenzverstärkers auf Masse bezogen.

### Integrierte Hall-Sensoren
Meist werden Hall-Elemente in Schaltkreise integriert, in denen eine Signalverstärkung, Analog-Digital-Umsetzung, Digitale Signalverarbeitung sowie eine Offset- und Temperaturkompensation sowie Empfindlichkeitskorrektur erfolgt.

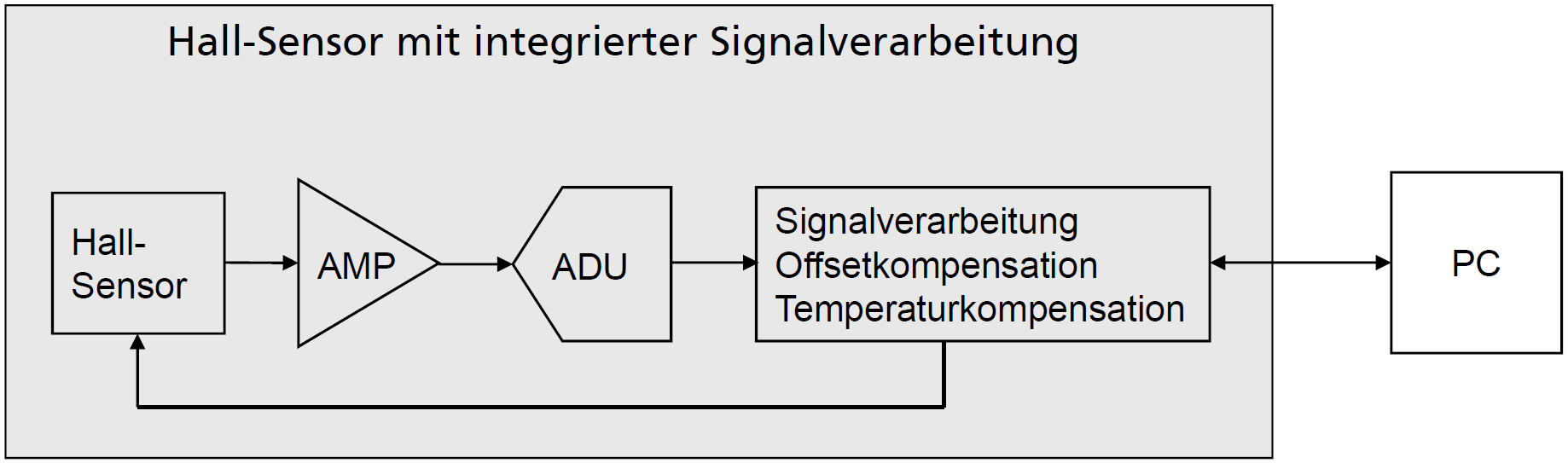
Hall-Sensor mit integrierter Signalverarbeitung

Der Nachteil der niedrigeren Empfindlichkeit bei CMOS-integrierten Hall-Sensoren wird durch die integrierte Signalverarbeitung mehr als kompensiert, und es stehen Sensor-ICs zur Verfügung, in denen die komplette Signalaufbereitung automatisch erfolgt. Der Offset der Hall-Sensoren wird durch eine spezielle Betriebsart des Sensorelements, den sogenannten Spinning-Current-Betrieb, reduziert. Nichtlinearitäten werden durch Korrekturfunktionen kompensiert, die man in Form von Wertetabellen im IC ablegt. Der Sensor muss nur angeschlossen werden und liefert ein digitales oder analoges Ausgangssignal.
Bei integrierten Hall-Sensoren wird zwischen
- lateralen Hall-Sensoren (Messung der magnetischen Flussdichte senkrecht zur Chipoberfläche) und
- vertikalen Hall-Sensoren (Messung der magnetischen Flussdichte parallel zur Chipoberfläche) unterschieden.

#### Laterale Hall-Sensoren
Die typischen Bauformen der lateralen Hall-Sensoren entsprechen denen der diskreten Hall-Sensoren.

#### Vertikale Hall-Sensoren
Da in CMOS-Prozessen die Hall-Elemente nur an der Oberfläche kontaktiert werden können, unterscheiden sich vertikale Hall-Sensoren deutlich von den lateralen Hall-Sensoren. Die typische Bauform ist ein sogenannter 5-Pinner, der 5 Kontakte in einer Reihe besitzt.

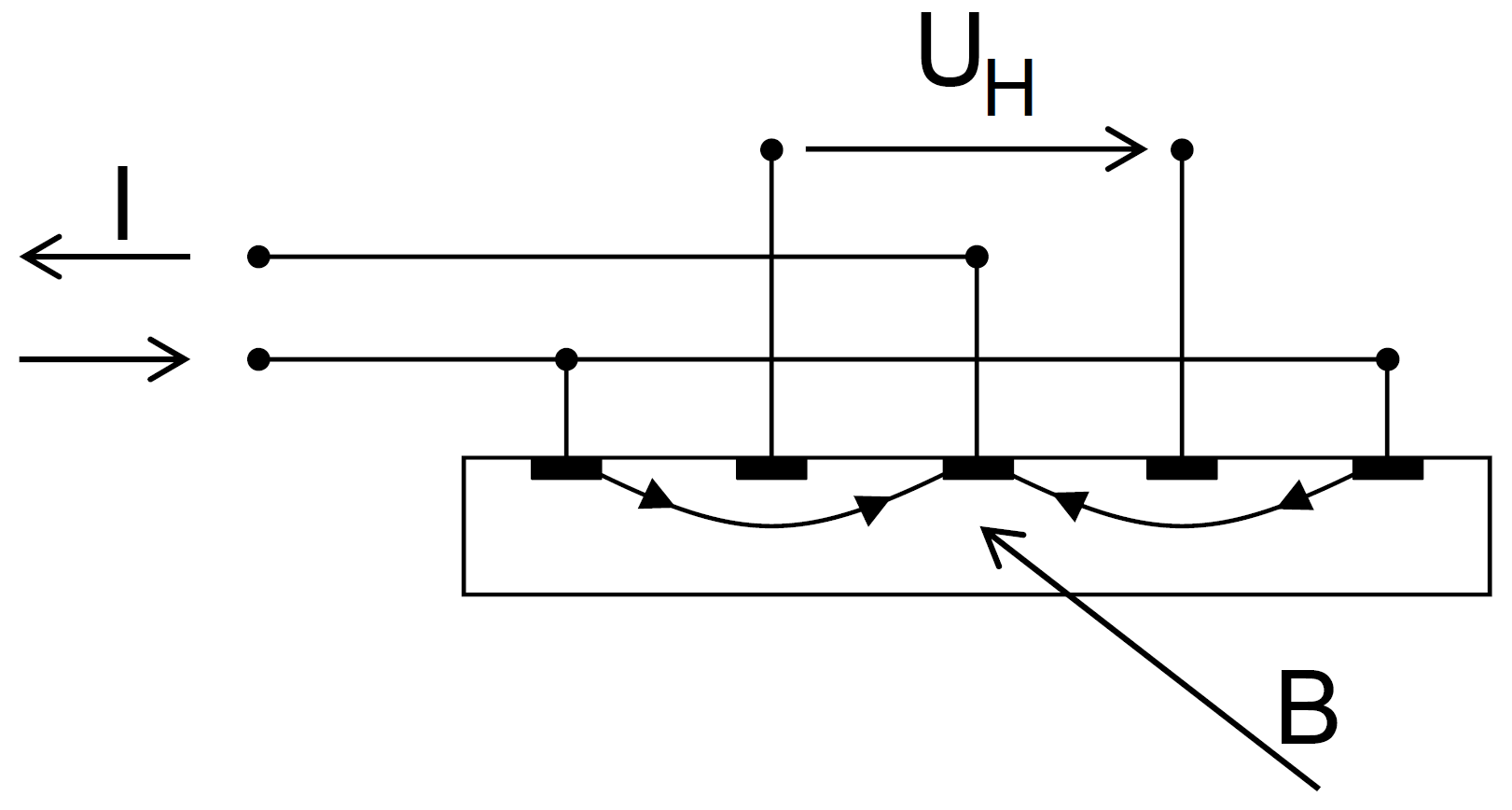
5-Pinner

Vertikale Hall-Elemente gibt es bereits seit über 30 Jahren, doch haben sie aufgrund ihrer schlechteren Eigenschaften bisher kaum Einzug in industrielle Anwendungen erhalten. Erst in den letzten Jahren ist es durch unterschiedlichste Maßnahmen, wie z. B. die Zwangssymmetrierung, gelungen, ihre Eigenschaften so weit zu verbessern, dass sie mittlerweile in ersten Serienprodukten zu finden sind.

#### 3D-Hall-Sensoren
Werden laterale und vertikale Hall-Elemente zusammen auf einem Chip platziert, so kann der dreidimensionale Vektor der magnetischen Flussdichte (Bx, By, Bz) gemessen werden. Hierzu werden mehrere Hall-Elemente (meist 4) pro Richtung verwendet und punktsymmetrisch um einen Mittelpunkt angeordnet. So kann der 3D-Hall-Sensor quasi punktförmig messen. Ein anderes Prinzip benutzt mehrere einachsige Hallsensoren, um mit Hilfe eines kleinen (mit integrierten) Flusskonzentrators alle drei Komponenten des Magnetfelds zu messen.

#### Gradienten-Hall-Sensoren
Werden zwei Hall-Elemente in einem gewissen Abstand nebeneinander platziert, so kann durch eine differenzielle Auswertung der Hall-Sensor-Signale der Hall-Sensor robust gegenüber homogenen Störfeldern gemacht werden. Der Differenzenquotient wird dabei als Gradient des Magnetfeldes verstanden. Diese Gradienten-Hall-Sensoren eignen sich besonders gut für Messsysteme, die gradientenbasiert arbeiten können, wie z. B. Positionsmesssysteme und Stromsensoren.
Ein Hall-Sensor-IC mit neun 3D-Hall-Sensoren kann neben dem dreidimensionalen Vektor der magnetischen Flussdichte auch die erste und zweite Ableitung des Magnetfelds in einem Punkt messen.

## Anwendungen

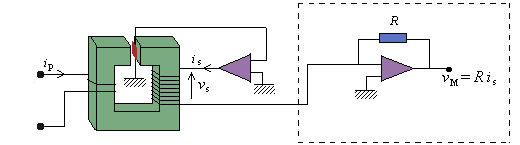
Hallsensor (rotes Plättchen) im magnetischen Kreis zur Strommessung

Anwendungsbeispiel eines Hall-Sensors zur Positionsbestimmung

- Magnetfeldmessung (magnetische Flussdichte)
- Potentialfreie Strommessung (Stromsensor): Wird das Magnetfeld durch einen stromdurchflossenen Leiter oder eine Spule erzeugt, kann man potentialfrei die Stromstärke in diesem Leiter bzw. in der Spule messen, z. B. bei Stromzangen.[3]
- berührungs- und kontaktlose Signalgeber
- Schichtdickenmessgeräte
- Kommutierung elektronisch kommutierter Motoren
- Lageerfassung bewegter Permanentmagnete
- Magnetfeld-Kameras

In der Automobilindustrie finden Hall-Sensoren vielfältige Anwendung, z. B. im Gurtschloss, als Raddrehzahlsensoren, im Türschließsystem, bei der Pedalzustandserkennung, in der Getriebeschaltung oder zur Erkennung des Zündzeitpunkts. Hauptvorteil ist die Unempfindlichkeit gegen (unmagnetischen) Schmutz und Wasser. In der Kraftwerkstechnik werden Hall-Sensoren beispielsweise zur Erfassung der Turbinendrehzahl verwendet.
Ferner findet man sie in bürstenlosen Motoren, z. B. bei PC-Lüftern und Disketten-Laufwerken.
Es gibt auch Computertastaturen mit Hall-Sensoren unter jeder Taste.
Hall-Sensoren mit analogen Signalausgängen werden für die Messung sehr schwacher Magnetfelder (Erdmagnetfeld), z. B. als Kompass in Navigationssystemen, eingesetzt.
Als Stromsensoren werden sie im Spalt des Eisenkerns einer vom Messstrom durchflossenen Spule oder eines Leiters eingesetzt. Solche Stromsensoren werden als komplettes Bauteil angeboten, sind sehr schnell, können im Gegensatz zu Stromwandlern auch zur Messung von Gleichströmen eingesetzt werden und bieten eine Potenzialtrennung zwischen den meist mit dem Stromnetz verbundenen Leistungskreisen und der Steuerelektronik.
Als Lageerkennungssensoren oder kontaktlose Taster arbeiten sie in Verbindung mit Dauermagneten und haben einen
Schwellenwertschalter integriert.
Hall-Sensoren können in Verbindung mit einer Erregerspule auch anstelle einer Empfängerspule in Metalldetektoren verwendet werden.

## Spinning-Current-Betrieb bei Hall-Sensoren
Um die durch Geometriefehler, piezoresistive Effekte, inhomogene Temperaturen etc. entstehende Offsetspannung zu unterdrücken, werden Hall-Sensoren mit mehreren Anschlüssen (meist vier) rotationssymmetrisch konstruiert. Hallkontakte sind damit in ihrer Form identisch realisiert wie Stromkontakte. Zwei dieser Anschlüsse dienen als Stromversorgung, zwei als Hallspannungsabnehmer. Die Funktionen der Anschlüsse werden reihum vertauscht. Durch entsprechende Auswertung der Messergebnisse wird die Offsetspannung deutlich reduziert. Dabei ist es möglich, diesen Spinning-Current-Betrieb sowohl räumlich als auch zeitlich zu realisieren. Räumlich bedeutet, dass mehrere Hallsensoren in enger räumlicher Nachbarschaft realisiert und gleichzeitig mit unterschiedlichen Stromrichtungen betrieben werden. Zeitlich bedeutet, dass ein Hallsensor zeitlich hintereinander mit unterschiedlichen Stromrichtungen betrieben wird. Der finale Messwert ist jeweils der Mittelwert aus den Einzelmesswerten der unterschiedlichen Betriebsstromrichtungen. In besonders hochwertigen Hallsensoren werden sogar beide Vorgehensweisen miteinander kombiniert angewendet.
Diese Verfahren finden vor allem bei integrierten Sensoren Anwendung und nutzen die Periodizität der piezoresistiven Konstanten in der Chipebene aus, um den sonst sehr großen Offset der Sensoren extrem stark zu reduzieren (ca. Faktor 1000 bis 10000).

## Kennwerte
Die Empfindlichkeit von ratiometrischen Hallsensoren wird in Volt pro Tesla (V/T) oder auch in Millivolt pro Gauß (mV/G) angegeben.
1 Tesla = 10.000 Gauß (1 G = 10−4 T).
Darüber hinaus finden auch mV/V-T, mV/A-T, mV/mA-mT etc. Verwendung. Dabei bezieht man die Versorgungs-/Test-spannung bzw. den -strom in die Angabe für die Sensitivität mit ein.